# Индуистский форум Великобритании
Индуистский форум Великобритании (англ. Hindu Forum of Britain (HFB)) — одна из крупнейших головных организаций британских индуистов, представляющая интересы более 420 индуистских групп и объединений Великобритании. ИФВ задействован в развитии общин британских индуистов, участвует в установлении и поддержании межрелигиозного диалога, исполняет консультативную роль для британского правительства в области развития государственной политики в отношении британских индуистов, а также в области развития взаимоотношений между британскими властями и индуистскими организациями.
По утвержданию самой организации, в своей деятельности она основывается на вере в богатство и разнообразие индуистской культуры и в систему ценностей индуизма, частью которой являются принципы уважения ко всем живым существам и к другим вероисповеданиям. Деятельность ИФВ в области интеграции индуистской общины Великобритании заслужила похвальные отзывы со стороны премьер-министра Города Брауна.

## Деятельность
В 2000-е годы Индуистский форум Великобритании выступил инициатором ряда общественных кампаний, вызвавших большой резонанс. К ним относятся кампания за контроль над использованием священных индуистских изображений в коммерции и искусстве, кампания в защиту российских индуистов (вызванная разрушением единственного индуистского храма в Москве), кампания в защиту прав индуистов в Бангладеш, кампания за внесение изменений в британское иммиграционное законодательство в отношении правил приёма индуистских священнослужителей, кампания за спасение индуистской свастики, кампания за быка Шамбо и кампания протеста, вызванная убийством коровы Ганготри из Бхактиведанта-мэнора. Форум также выступал против альянса праворадикальной Британской национальной партии и антимусульманских сикхов и индусов.
В начале 2006 года ИФВ потребовал закрытия Лондонской азиатской галереи искусств, утверждая, что в ней выставлены «непристойные изображения индуистских богинь». После того, как на галерею было совершено вандальное нападение, группа из 40 работающих в Великобритании индийских учёных выступила с резкой критикой позиции ИФВ. В своей петиции учёные заявили, что ИФВ использует в своей деятельности те же самые тактики, что и радикальные индуистские националистические организации в Индии, тем самым посягая на конституционные права на свободу мысли и выражения. В феврале 2006 года возмущение ИФВ вызвал имевший большой успех в прокате французский фильм «Весёлые и загорелые», в одной из сцен которого совершалось надругательство над изображением Шивы.
ИФВ официально выступил с осуждением многих террористических актов, включая лондонские террористические акты 2005 года и аттаку на храм Международного общества сознания Кришны в Манипуре.

## Критика
В 2007 году газета Evening Standard обвинила генерального секретаря ИФВ Рамеша Каллидая в поддержании тесных связей с индуистскими националистами в Индии и в защите их интересов в Британском парламенте. В ответ на представленные в статье обвинения, ИФВ выпустила пресс-релиз, в котором утверждалось, что статья «изобиловала фундаментальными фактическими неточностями и неподтверждёнными обвинениями» и что автор статьи подразумевал вину ИФВ и Каллидая по ассоциации.
В 2006 году группа британских учёных (в основном индийского происхождения) во главе с Четаном Бхаттом, заявила о существовании связи между ИФВ и индуистской националистической организацией Раштрия сваямсевак сангх. Учёные также обвинили ИФВ в пропагандировании индуистского экстремизма в Великобритании. ИФВ отверг и осудил подобные обвинения в свой адрес.